# ダニー・バレット
ダニー・バレット（Danny Barrett、1990年3月23日 - ）は、メジャーリーグラグビー、ヒューストン・セイバーキャッツに所属するラグビー選手。

## プロフィール
- アメリカ・カリフォルニア州パシフィカ出身。
- ポジションはフランカー(FL)。
- 身長 191cm、体重 100kg
- アメリカ代表キャップは13（2020年7月現在）でワールドカップ2015のアメリカ代表に選ばれた[1]。

## 略歴
2016年、リオ五輪の7人制アメリカ代表に選ばれた。
そして2021年、東京五輪の7人制アメリカ代表に選ばれた。
2022年、ヒューストン・セイバーキャッツに加入。